# بيركهولدرية أوبونية
بيركهولدرية أوبونية (الاسم العلمي: Burkholderia ubonensis) هي نوع من البكتيريا، سلبية الغرام، تتبع جنس البيركهولدرية.